# Johann Melchior Gletle
Johann Melchior Gletle   (Bremgarten, juliol 1626 - Augsburg, 6 de setembre de 1683)

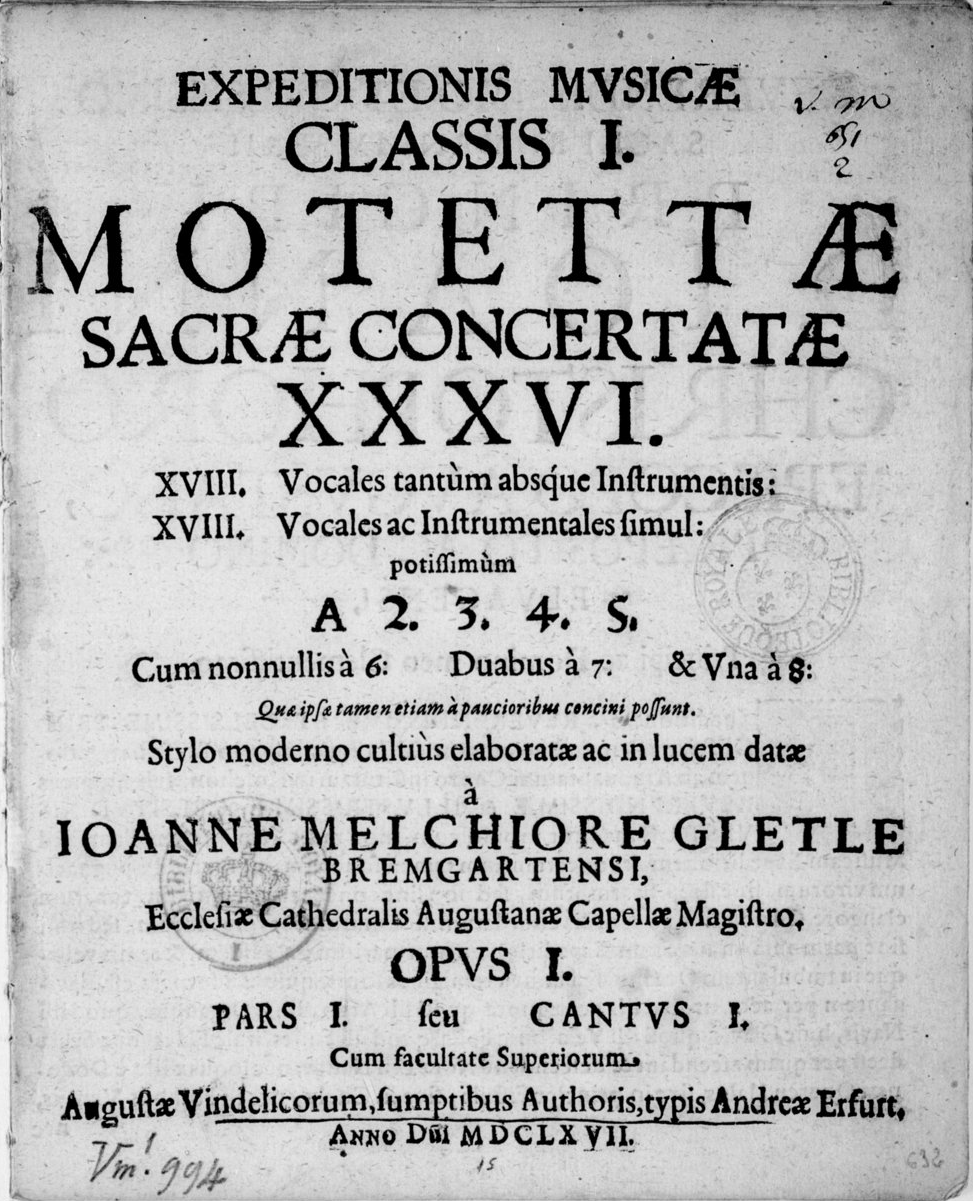

va ser organista, director i compositor suís.
Johann Melchior Gletle va treballar a Augsburg des del 1651, on va ocupar inicialment el càrrec d'organista de la catedral i des del 1654 també el de director de música de la catedral.
Va crear nombroses obres de música sacra, incloses 36 motets, meitat a cappella i meitat amb acompanyament instrumental, 36 motets solistes amb acompanyament instrumental, a més de misses, salms i lletanies. Pel que fa a composicions seculars, els dos llibres Concerts musicals seculars llatí i teutsche són importants, ja que són exemples importants del Quodlibet alemany al segle xvii. El Trumscheit (violí de trompeta) s'utilitza algunes vegades.
Un dels seus 15 fills del seu matrimoni amb Maria Katharina Streitlin va ser el professor de dret de Salzburg Joseph Bernhard Gletle.

## Treballs
- Motetta Sacra concertata op. 1 (1667)
- 36 Trompeter-Stückle (1675). Herausgegeben von Christian Blümel, Verlag Mark Tezak, Leverkusen 1985.
- Beatus Vir (Psalm 111) (1676/1677). Verlag C. Hofius, Ammerbuch 2010.
- Expeditio musicae, classis IV op. 5 (1677).
- Cantate Domino, Motette per Soprano, Tenor, 2 Violins, 2 Violen, Violoncel i Continu. Herausgegeben von Eberhard Hofmann, Edition Musica Rinata, Ditzingen 2005.
- O wie ein so rauhe Krippen. Musica pretiosa Verlag, Vilsbiburg 1996.
- Puellule decore, Pastorella. Edition Walhall, Magdeburg 2005.
- Litaneien op. 6 (1681).
- Marienvesper
- O benignissime Jesu, Motette. Verlag Les Cahiers De Tourdion, Strasbourg 2001.[1]